# Johann Gottfried Herder-Forschungsrat
Der Johann Gottfried Herder-Forschungsrat e. V. (HFR, auch Johann-Gottfried-Herder-Forschungsrat) ist eine Vereinigung von Wissenschaftlern zur Förderung der Erforschung historischer, sozialwissenschaftlicher und kultureller Fragestellungen des östlichen Europas. Sitz des Vereins ist Marburg.

## Geschichte und Tätigkeit
Der Herder-Forschungsrat wurde 1950 gegründet. Zu den Gründungsmitgliedern gehörten Hermann Aubin, Johannes Papritz, Hellmuth Weiss, Erich Keyser, Adolf Diestelkamp, Kurt Dülfer, Manfred Laubert, Herbert Schlenger, Walther Recke, Eugen Lemberg, Max Hildebert Boehm, Paul Johansen, Walter Kuhn, Hans Mortensen, Werner Markert, Emil Meynen, Theodor Oberländer, Theodor Schieder, Werner Essen und Bruno Schier. Durch diese Gründung wurde Marburg in der Nachkriegszeit neben Göttingen zu einem Zentrum der bundesrepublikanischen Ostforschung. Der Herder-Forschungsrat unterstützt die Erforschung des östlichen Mitteleuropa durch Förderung wissenschaftlicher Vorhaben, durch die Veröffentlichung von Forschungsergebnissen und die Organisation und Durchführung von Fachtagungen. Er regte die Gründung bzw. Wiedergründung von Historischen Kommissionen für die früheren deutschen Regionen und Siedlungsgebiete im östlichen Europa an. Der Forschungsrat bildet Fachkommissionen für Musikkultur, Religions- und Kirchengeschichte, Volkskunde, Sprache und Literatur, Wirtschafts- und Sozialwissenschaften und Zeitgeschichte. Er wird seit seiner Gründung vom Bund und seit 1977 auch von den Bundesländern gefördert.
Der HFR gründete am 29. April 1950 das Herder-Institut Marburg und war bis 1993 dessen Trägerverein. Auf Empfehlung des Wissenschaftsrats erfolgte zum 1. Januar 1994 die rechtliche Trennung des Instituts vom Verein. Seit 2006 gibt er die wissenschaftliche Monografienreihe Völker, Staaten und Kulturen in Ostmitteleuropa heraus.
Der Forschungsrat ist im Bereich der Förderung von Wissenschaft und Forschung nach § 96 BVFG tätig. Die Historischen Kommissionen und der Forschungsrat halten seit 2014 jährliche Treffen am Herder-Institut Marburg ab.
Die Zahl der ordentlichen Mitglieder ist laut Satzung auf 75 begrenzt, dazu kommen Ehrenmitglieder, fördernde Mitglieder und korrespondierende Mitglieder. Im Jahr 2023 hatte der Verein 110 Mitglieder.

## Präsidenten des HFR
Die Präsidenten seit 1950:
- 1950–1959: Hermann Aubin, Historiker
- 1959–1963: Eugen Lemberg, Soziologe
- 1963–1972: Günther Grundmann, Kunsthistoriker
- 1972–1973: Kurt Dülfer, Archivar
- 1974–1984: Bernhard Stasiewski, Kirchenhistoriker
- 1984–1990: Gotthold Rhode, Osteuropahistoriker
- 1990–1996: Hans Lemberg, Osteuropahistoriker
- 1996–2002: Dietmar Willoweit, Rechtshistoriker
- 2002–2008: Klaus Roth, Volkskundler
- 2008–2011: Andreas Lawaty, Historiker
- 2011–2017: Reinhard Johler, Volkskundler
- 2017–2024: Steffen Höhne, Kulturwissenschaftler
- ab 2024: Ira Spieker, Kulturanthropologin